# Бей-Лейк (тауншип, Миннесота)
Бей-Лейк (англ. Bay Lake) — тауншип в округе Кроу-Уинг, Миннесота, США. На 2000 год его население составляло 923 человека.

## География
По данным Бюро переписи населения США площадь тауншипа составляет 93,9 км², из которых 70,0 км² занимает суша, а 23,9 км² — вода (25,48 %).

## Демография
Согласно данным переписи населения 2000 года, здесь проживали 923 человека, 421 домохозяйство и 306 семей. Плотность населения — 13,2 чел./км². На территории тауншипа расположены 1335 построек со средней плотностью 19,1 построек/км². Расовый состав населения: 98,48 % белых, 0,65 % коренных американцев, 0,11 % азиатов и 0,76 % приходится на две или более других рас. Испанцы или латиноамериканцы любой расы составляли 0,43 % от популяции тауншипа.
Из 421 домохозяйства в 16,9 % воспитывались дети до 18 лет, в 67,9 % проживали супружеские пары, в 2,4 % проживали незамужние женщины и в 27,1 % домохозяйств проживали несемейные люди. 24,5 % домохозяйств состояли из одного человека, при том 10,7 % из одиноких пожилых людей старше 65 лет. Средний размер домохозяйства — 2,19, а семьи — 2,59 человека.
17,1 % населения — младше 18 лет, 1,6 % — в возрасте от 18 до 24 лет, 17,0 % — от 25 до 44 лет, 37,7 % — от 45 до 64 лет, и 26,5 % — старше 65 лет. Средний возраст — 55 лет. На каждые 100 женщин приходилось 98,5 мужчин. На каждых 100 женщин старше 18 приходилось 101,8 мужчин.
Средний годовой доход домохозяйства составлял $42 596, а средний годовой доход семьи —  $48 558. Средний доход мужчин — $36 250, в то время как женщин — $26 563. Доход на душу населения составил $26 194. За чертой бедности находились 6,3 % семей и 7,9 % всего населения тауншипа, из которых 14,5 % младше 18 и 6,6 % старше 65 лет.